# Anas oustaleti
Espèce
Anas oustaleti est une espèce hypothétique, très probablement éteinte, de canards. Elle aurait été endémique des îles Mariannes dans l'océan Pacifique.
Cette espèce n'est reconnue par aucune autorité taxonomique en 2015. Le consensus parmi les ornithologues est qu'il s'agit d'un hybride (Anas platyrhynchos × superciliosa) du Canard à sourcils (Anas superciliosa) et du Canard colvert (Anas platyrhynchos), deux espèces proches génétiquement connues pour s'hybrider. Cette hypothèse s'appuie sur le fait que Anas oustaleti ressemble à une forme intermédiaire de ces deux espèces.

## Étymologie
Cette espèce a été dédiée à Émile Oustalet (1844-1905), zoologiste français.

## Répartition

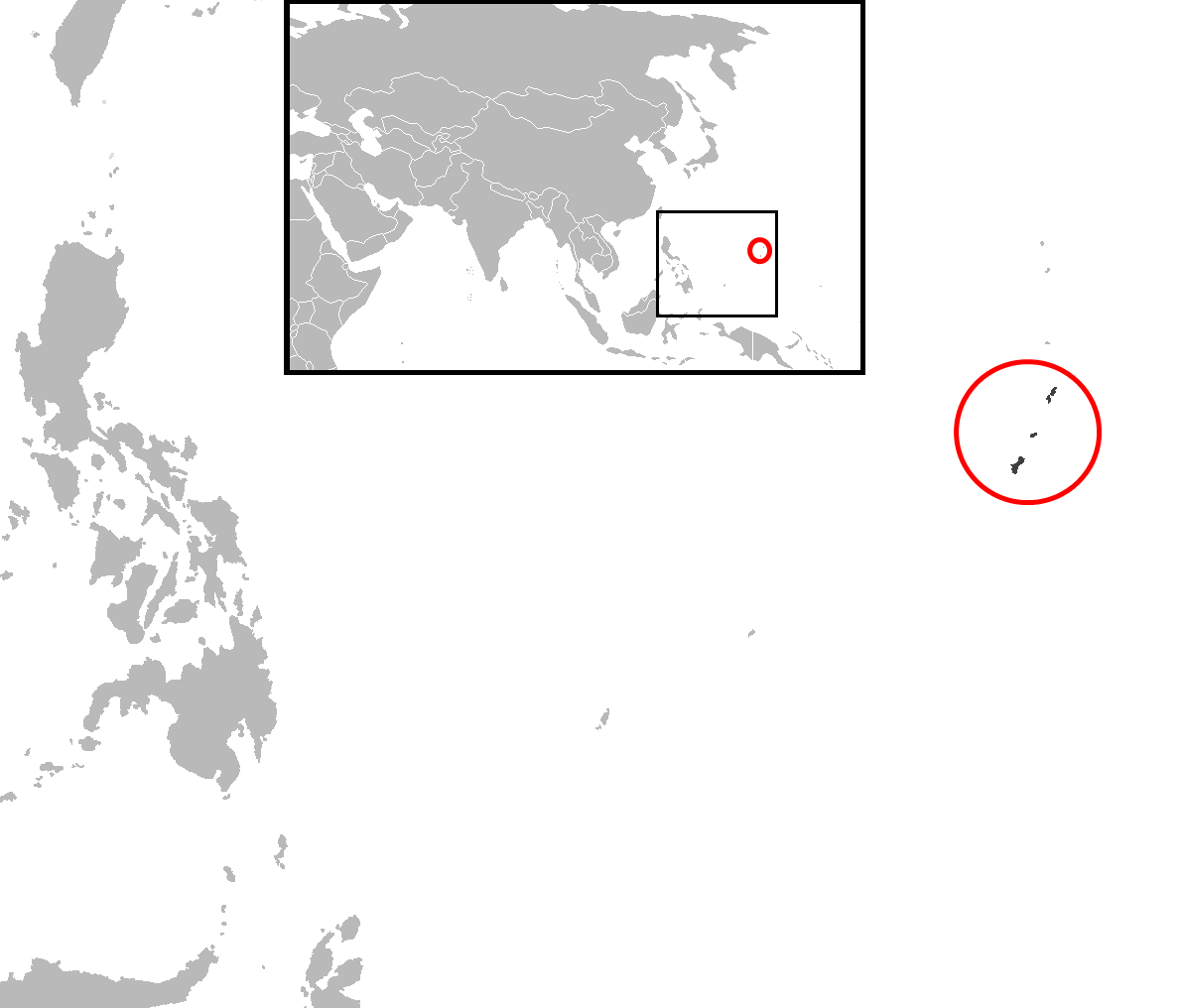
Carte de répartition de l'espèce.